# Greenwood (Nowy Jork)
Greenwood – miasto w Stanach Zjednoczonych, w stanie Nowy Jork, w hrabstwie Steuben.